# Vaszil Kancsov
Vaszil Kancsov (bolgárul: Васил Кънчов, románul: Vaszil Kancsov) (régi bolgár helyesírással: Василъ Кѫнчовъ) (1862. július 26. – 1902. február 6.) bolgár geográfus, néprajzkutató és politikus.

## Élete
Vaszil Kancsov Vratsában született. A középiskola elvégzése után a bulgáriai Lomban érettségizett, majd az akkori Orosz Birodalomban a harkovi egyetemre került. Az 1885-ös szerb-bolgár háború idején felfüggesztette tanulmányait, és részt vett a háborúban. Később a müncheni és stuttgarti egyetemeken folytatta tanulmányait, de 1888-ban egy betegség miatt ismét megszakította tanulmányait.
A következő években Kancsov bolgár tanár volt Macedóniában. A szaloniki bolgár férfi gimnázium tanára (1888–1891), a szerresi bolgár iskolák igazgatója (1891–1892), a szaloniki bolgár férfi gimnázium igazgatója (1892-1893), а macedóniai bolgár iskolák főiskolai felügyelője (1894–1897).
1888 óta rengeteget utazott, és egész Macedóniát bejárta és kutatta, 1898 után visszatért Bulgáriába, és politizálni kezdett. 
1902 elején Bulgária oktatási minisztere lett, de egy pszichopata gyilkos áldozatául esett a saját irodájában.

## Fordítás
- Ez a szócikk részben vagy egészben  a   Vasil Kanchov című angol Wikipédia-szócikk ezen változatának fordításán alapul.  Az eredeti cikk szerkesztőit annak laptörténete sorolja fel. Ez a jelzés csupán a megfogalmazás eredetét és a szerzői jogokat jelzi, nem szolgál a cikkben szereplő információk forrásmegjelöléseként.